# Rick Priestley
Rick Priestley (Lincoln, Inglaterra, 29 de marzo de 1959) es un diseñador de juegos británico conocido principalmente por ser el creador del juego de guerra Warhammer.

## Biografía
Priestley nació el 29 de febrero de 1959 en la ciudad inglesa de Lincoln, capital del condado de Lincolnshire, en Inglaterra (Reino Unido). Estudió Arqueología e Historia Clásica y Antigua en la Universidad de Lancaster, de la que se graduó en 1981. Actualmente vive en Nottingham, a donde se mudó para trabajar en la multinacional británica Games Workshop.

### Carrera profesional
Rick Priestley, junto a Bryan Ansell y Richard Halliwell, diseñó el juego de miniaturas Warhammer Fantasy Battle para la compañía Games Workshop. La idea de la línea editorial de la marca, conocida como Black Library (La librería negra en español) se desarrolló bajo la supervisión de Priestley, así como de Andy Jones y Marc Gascoigne en la revista Inferno! que comenzó a publicarse en julio de 1997. Priestley también diseñó el juego de combate a gran escala (escala 10 milímetros) Warmaster en el año 2000. 
Rick Priestley, al igual que varios otros diseñadores durante la dirección de la compañía por Mark Wells, dejó Games Workshop en 2009, quejándose de que la cultura corporativa de la marca se había dejado de centrar en la innovación y en los juegos para enfocarse únicamente en aumentar ventas. Cofundó Warlord Games y también se dedica a trabajos de consultoría de forma autónoma. También mantiene vínculos laborales con River Horse Games, la marca fundada por su colega Alessio Cavatore.
A finales de 2011 fue elegido miembro de la junta de la Sociedad de los Antiguos, una organización internacional sin ánimo de lucro que reúne a interesados tanto en la historia como en los juegos de guerra del periodo comprendido entre el año 3.000 a. C. y el 1.500 d. C. En 2012 anunció planes para lanzar un nuevo juego de ciencia ficción: The Gates of Antares (Las puertas de Antares en español) a través de un micromecenazgo de la plataforma Kickstarter. Actualmente el juego es uno de los que conforman el catálogo de Warlord Games.

## Obras
Priestley trabajó durante mucho tiempo para Games Workshop. Es acreditado como autor o coautor de bastantes juegos.

### Games Workshop
- Warhammer Fantasy Battle (junto a Bryan Ansell y Richard Halliwell)
  - Terror of the Lichemaster, una campaña de tres escenarios interconectados con las reglas de WFB.
- Warhammer Ancient Battles (junto a Jervis Johnson, Alan y Michael Perry)
- Warhammer 40,000 (junto a Andy Chambers, Jervis Johnson y Gavin Thorpe en ediciones posteriores)[3][4]
- Necromunda (junto a Andy Chambers y Jervis Johnson)
- Warmaster (junto a Alessio Cavatore y Stephan Hess)
  - Warmaster Ancients
- The Alamo: Victory or Death
- El Señor de los Anillos, el juego de batallas estratégicas (junto a Alessio Cavatore)

### Warlord Games
- Black Powder (junto a Jervis Johnson y John Stallard)
- Hail Caesar
- Bolt Action (junto a Alessio Cavatore)
- Beyond the Gates of Antares
- Warlords of Erehwon

### Otros
- The Red Book of the Elf King (para Publicaciones Lucid Eye)